# Nintendo Land
Nintendo Land (ニンテンドーランド, Nintendō Rando) est un jeu vidéo de type party game développé et édité par Nintendo. Le jeu a pour but de familiariser les joueurs avec les différentes possibilités de jeu de la Wii U, comme l'était Wii Sports pour la Wii et l'est 1-2 Switch pour la Nintendo Switch. Il est composé de 12 mini-jeux basés sur des franchises de Nintendo.
Le jeu est sorti pour le lancement de la Wii U, le 18 novembre 2012 en Amérique du Nord, le 30 novembre 2012 eu Europe et le 8 décembre 2012 au Japon. Le jeu est inclus dans le pack Premium en Amérique du Nord et en Europe.

## Système de jeu
Lorsque le joueur (représenté par son Mii d'utilisateur dans le jeu) joue pour la première fois, il entre dans une place vide avec une boîte ? devant lui. Dès qu'il le touche, le joueur fait la connaissance de Monita, la guide de Nintendo Land qui lui explique le fonctionnement et le principe du Nintendo Land. Après une attraction, le joueur remporte des pièces qu'il peut utiliser à la tour centrale pour tenter de gagner des récompenses. Le joueur ne peut pas dépasser 500 pièces.
Dans les attractions, le joueur a le choix entre son Mii d'utilisateur, les Mii invités, ou les Mii créés dans l'Éditeur Mii mais seulement s'ils sont ajoutés comme favoris.

### Attractions en coopération
The Legend of Zelda - la quête des héros (The Legend of Zelda : Battle Quest)
Cette attraction, appartenant aux 3 attractions « coopératives », s'inspire de la série The Legend of Zelda. Ainsi, jusqu'à trois joueurs utilisent leurs épées pour tuer des ennemis. Le joueur avec le GamePad incarne un archer situé à l'arrière du pack afin d'envoyer des flèches sur les vagues de monstres. Si vous vous sentez l'âme d'un archer, vous pouvez utiliser le GamePad pour viser et tirer en utilisant l'écran intégré du GamePad comme viseur. Pour les épéistes, l'arme employée se maniera grâce à une télécommande Wii Plus. Jouez seul ou travaillez main dans la main pour repousser les ennemis que vous croisez dans neuf quêtes et débloquez-en d'autres dans des environnements inspirés de la série The Legend of Zelda. Les joueurs en solo peuvent également tenter de terminer les quêtes le plus rapidement possible dans le mode Contre-la-montre.
Une fois les neuf niveaux « normaux » terminés, une série de cinq quêtes « avancées » sont disponibles, plus longues avec des ennemis plus résistants et plus rapides.
La grande aventure des Pikmin (Pikmin Adventure)
Basé sur la série Pikmin, Pikmin Adventure est une des trois attractions de coopération. En vue du dessus, tous les joueurs, de un à cinq doivent collaborer afin de progresser en battant des monstres sur tout le niveau imposé. Un joueur dirige Olimar à la tête d'un groupe de Pikmin en utilisant le GamePad tandis que les autres joueurs dirigent des Pikmin géants avec des télécommandes Wii. Les joueurs ont la capacité de monter des niveaux durant les niveaux grâce à des « gouttes de nectar », accroissant ainsi la force et le nombre des Pikmin d'Olimar pour le joueur avec le GamePad et la force des Pikmin géants pour les joueurs utilisant la télécommande Wii.
Chasseurs de primes (Metroid Blast)
Ce mini-jeu inspiré de la série Metroid reprend essentiellement le jeu Battle Mii présenté à l'E3 2011. Deux modes sont disponibles : le premier est un mode coopération où les joueurs devront éliminer des vagues de robots sortis de l'univers de Metroid. Dans le second, les joueurs avec le Wii MotionPlus devront éliminer le joueur utilisant le GamePad qui contrôle un vaisseau.

### Attractions compétitives
Mario en fuite (Mario Chase)
L'attraction Mario en fuite, appartenant aux 3 attractions « compétitives », est basée sur la série des Super Mario. Quatre joueurs dans des costumes de Toad, équipés de télécommandes Wii, doivent chasser un 5e joueur équipé du GamePad et déguisé en Mario dans une arène située au Royaume Champignon. Mario devra user de subterfuges pour échapper à ses poursuivants qu'il peut néanmoins voir grâce à l'écran du GamePad. L'inverse n'est cependant pas possible et les Toad devront se contenter de leur champs de vision et d'un simple indicateur de la distance les séparant de Mario. Il existe un item (étoile) que seul Mario peut prendre, ce qui lui conférera temporairement invincibilité et un surplus de vitesse pour échapper aux Toad. Mario en fuite compte trois arènes différentes variant ainsi par de simples changements de décor à des ajouts comme la boue, ralentissant quiconque la traverse, ou les toboggans qui ne sont franchissables que dans un sens. Si au bout de 2 min 30 les Toad n'ont pas réussi à plaquer Mario, alors celui-ci gagne. Sinon, ce sont les Toads qui remporte la partie. En 2 joueurs, le Toad est assisté par 2 Méca-Yoshi qui poursuivront Mario et le feront tomber à terre avec un gant de boxe au bout de leurs langues pour que le Toad puisse le plaquer facilement. Ils indiquent également dans quelle zone de couleur Mario est situé.
Luigi et le manoir hanté (Luigi's Ghost Mansion)
Dans cette attraction inspirée de la série Luigi's Mansion, le joueur avec le GamePad incarne un fantôme qui doit échapper aux autres joueurs qui incarnent un chasseur. Le joueur possédant le GamePad peut alors voir la position des autres joueurs, tandis qu'eux, quatre au maximum (les joueurs manquants sont remplacés par des clones de Monita), peuvent seulement connaître sa position grâce à la vibration de la télécommande Wii. Le joueur doté du GamePad est un fantôme qui doit rester caché dans la pénombre de la salle où se joue le jeu et tente d'attraper les chasseurs un par un, tandis que ceux-ci tentent d'éclairer le fantôme avec leur lampe torche. Si la pile d'une lampe torche d'un chasseur est à plat, il doit récupérer une pile qui apparaîtra quelque part dans la salle. Le fantôme gagne s'il assomme tous les chasseurs en même temps, mais s'ils réussissent à éclairer le fantôme assez longtemps pour réduire sa santé à zéro, ils l'emportent. Il est également possible de ressusciter un chasseur évanoui en l'éclairant assez longtemps. En 2 joueurs, Luigi a 3 vies et est assisté par des clones de Monita qui font tournoyer leur lampe en cercle si le fantôme est proche d'un des leurs. Il y a au total cinq salles différentes pour jouer à Luigi et le manoir hanté.
Animal CrossingLa fête des bonbons (Animal Crossing: Sweet Day)
Dans cette attraction inspirée de la série Animal Crossing, jusqu'à quatre joueurs incarnent un animal afin de récolter le nombre total de bonbons (dépendant du nombre de joueurs animaux, allant de 30 à 50 bonbons). Le joueur avec le GamePad incarne deux gardes, qu'il contrôle à l'aide des deux sticks, qui doit toucher en tout trois fois n'importe quel joueur afin de gagner la partie.Voulez-vous protéger les bonbons du verger ou les garder pour vous ? Si vous préférez garder un œil sur le verger, alors munissez-vous du Wii U GamePad pour contrôler deux gardiens et lutter pour protéger les bonbons ! Jusqu'à quatre joueurs peuvent incarner des animaux gourmands en utilisant la télécommande Wii Plus et collaborer pour tromper les gardes. La partie se termine lorsque les animaux ont récupéré le nombre total de bonbons ou si les gardes parviennent à attraper l'un d'eux trois fois. En 2 joueurs, l'animal doit déposer 15 bonbons dans des cachettes signalées. La chasse est ouverte !

### Attractions en solo
La récolte fruitée de Yoshi (Yoshi's Fruit Cart)
Cette attraction est basée sur la série des Yoshi, et fait partie des 6 attractions dites « solo » de Nintendo Land. Votre but ici consistera à gober tous les fruits se présentant à vous à chaque niveau. Pour y parvenir, vous devrez tracer le chemin de Méca-Yoshi via le GamePad tout en s'assurant que Méca-Yoshi puisse aller jusqu'à son point d'arrivée. La difficulté dans ce mini-jeu est le fait que les fruits ne sont visibles que sur l'écran de la télévision, et que la route qu'empruntera Méca-Yoshi ne peut être tracée que via le GamePad. De plus, pour corser la mise, plus le joueur monte dans les niveaux et plus ceux-ci se compliquent. Ainsi, vous trouverez bien vite fruits mobiles et pièges divers au travers de ce jeu, toujours visible uniquement que sur l'écran de la télévision.
La danse de la pieuvre (Octopus Dance)
Cette attraction, qui est un jeu de rythme, est basée sur le Game and Watch Octopus et appartient aux 6 attractions « solo » du jeu. Ici, vous devrez accomplir le plus longtemps possible les gestes qui vous sont montrés par un entraîneur aux allures de Mr. Game and Watch, et cela tout en suivant le rythme imposé par le jeu. Deux catégories de geste à reproduire sont à retenir, à savoir les gestes des mains de votre personnage en premier lieu, qui sont faisables grâce aux sticks du GamePad, et la seconde catégorie qui regroupe les gestes du corps de votre personnage, tel que l'action de sauter ou de se pencher, que l'on reproduit en bougeant le GamePad. Plus vous resterez sur l'attraction et plus la difficulté augmentera.
Le circuit périlleux de Donkey Kong (Donkey Kong's Crash Course)
Ce mini-jeu consiste à incliner un chariot à travers un parcours d'obstacle. Pour cela, il faut utiliser une fonction du GamePad. Les décors du jeu sont inspirés du jeu d'arcade Donkey Kong.
Lancez votre chariot sur un parcours jonché d'obstacles et évitez le danger dans ce jeu en solo. Grâce aux capacités de détection de mouvements du Wii U GamePad, orientez le GamePad pour manœuvrer jusqu'au bout d'un parcours qui rappelle le jeu d'arcade Donkey Kong original. Et même si vous ne jouez pas, vous pourrez prodiguer vos conseils ou voir ce que vous ne devrez pas faire une fois que ce sera à votre tour de jouer !
La citadelle ninja de Takamaru (Takamaru's Ninja Castle)
Dans ce mini-jeu « solo » inspiré du jeu japonais Nazo no Murasame Jō, le joueur utilise le GamePad pour envoyer des shurikens en papier sur des vagues de ninjas ennemis. Le Wii U GamePad permet de viser les assaillants mais aussi de lancer des shurikens en glissant le doigt sur l'écran tactile. Les frappes consécutives réussies vous permettent de marquer plus de points grâce à des combos.
La course sinueuse de Captain Falcon (Captain Falcon's Twister Race)
Dans ce mini-jeu inspiré de la série F-Zero, le joueur avec le GamePad doit atteindre la ligne d'arrivée en évitant les obstacles.
Voyage en ballon (Balloon Trip Breeze)
Ce jeu est jouable uniquement en mode un joueur. Il est inspiré du jeu Ballon Fight. Le but du jeu est de déplacer un Mii dans un niveau en side-scrolling à l'aide du GamePad en créant des bourrasques de vent, et en évitant les différents ennemis et pièges. Il est possible de toucher le ballon des ennemis avec le GamePad pour les crever.

## Accueil

### Ventes
Au 30 septembre 2015, les ventes s'élèvent à 5 millions d'exemplaires.
En avril 2016, Nintendo Land est réédité dans la gamme Nintendo Selects réunissant plusieurs des grands succès de chacune des consoles Wii U et Nintendo 3DS et vendus à un prix réduit.